# Luzarches
Luzarches ist eine französische Gemeinde mit 4.909 Einwohnern (Stand 1. Januar 2022) im Département Val-d’Oise in der Region Île-de-France; sie gehört zum Arrondissement Sarcelles und zum Kanton Fosses. Die Einwohner werden Luzarchois genannt.
Luzarches liegt im Tal des Ysieux zwischen der Plaine de France und dem Forêt de Chantilly, etwa 30 km nördlich von Paris.

## Nachbargemeinden
| - Asnières-sur-Oise - Belloy-en-France - Chaumontel - Épinay-Champlâtreux | - Lassy - Le Plessis-Luzarches - Seugy - Viarmes |

## Geschichte
Die Parisier, ein gallisches Volk, siedelten im Nordosten des heutigen Val-d'Oise. Es wird angenommen, dass in Luzarches mindestens ein Oppidum errichtet wurde, doch zeugten Überreste der Megalithkultur für noch ältere Besiedlung. Ein römisches Militärlager stand an der Stelle der späteren Burg Château Saint-Côme. Zur Zeit der Merowinger befand sich hier ein Königshof, der als Durchreisestation und Ort der Rechtsprechung diente. Der Ort wird 679 (in einer Urkunde von Theuderich III.) und 692 als Lusarca erwähnt, 775 als Lusareca. Zu dieser Zeit bestand eine Kirche Saint-Côme et Saint-Damien, die unter den Gütern war, die Karl der Große der Abtei Saint-Denis schenkte. 
Im Mittelalter gehörte Luzarches ab 1054 dem Haus Clermont. Der Donjon des Château Saint-Côme (oder Château d'En-Haut, obere Burg) sowie ein Stück des Mauergevierts könnten noch aus dem 11. Jahrhundert stammen, mit Sicherheit aber der Chor der neben dem Schloss erbauten Kirche. 1054 erfolgte die Gründung der Abtei Hérivaux durch Ascelin, den Seigneur de Marly. Im Jahr 1251 starb die Familie Clermont aus. Barthélemy de Beaumont war 1288 der erste Herr des Ortes, der sich nach diesem benannte. Bis um 1310 gehörte der Ort der Familie Bouteiller, die um 1220 ein Unteres Schloss (Château d'En-Bas) errichtete. Im 13. Jahrhundert hatte Luzarches rund 2000 Einwohner. 1391 erwarb Louis de Valois, duc d’Orléans, Teile der Herrschaft. Nach der Schlacht von Azincourt (1415) kam der Ort an den englischen Adligen Willoughby, nach der Vertreibung der Engländer an Ludwig, den Fürsten von Orange, der eine Enkelin des Herzogs von Orléans geheiratet hatte.
| Bevölkerungsentwicklung | Bevölkerungsentwicklung | Bevölkerungsentwicklung | Bevölkerungsentwicklung | Bevölkerungsentwicklung | Bevölkerungsentwicklung | Bevölkerungsentwicklung | Bevölkerungsentwicklung | Bevölkerungsentwicklung |
| ----------------------- | ----------------------- | ----------------------- | ----------------------- | ----------------------- | ----------------------- | ----------------------- | ----------------------- | ----------------------- |
| Jahr                    | 1962                    | 1968                    | 1975                    | 1982                    | 1990                    | 1999                    | 2009                    | 2011                    |
| Einwohner               | 1753                    | 2036                    | 2484                    | 2559                    | 3371                    | 3906                    | 4220                    | 4362                    |

## Sehenswürdigkeiten
Siehe auch: Liste der Monuments historiques in Luzarches
- Die Kirche Saint-Côme-Saint-Damien aus dem 11. bis 16. Jahrhundert steht als Monument historique unter Denkmalschutz.
- Die Markthalle wurde bereits im 14. Jahrhundert erwähnt und ist ebenfalls ein Monument historique.
- Das Stadttor Saint-Côme aus dem 13. Jahrhundert ist ein Rest der Stadtbefestigung.
- Ruinen des Château d'En-Bas (Château de la Motte, 13. Jahrhundert)

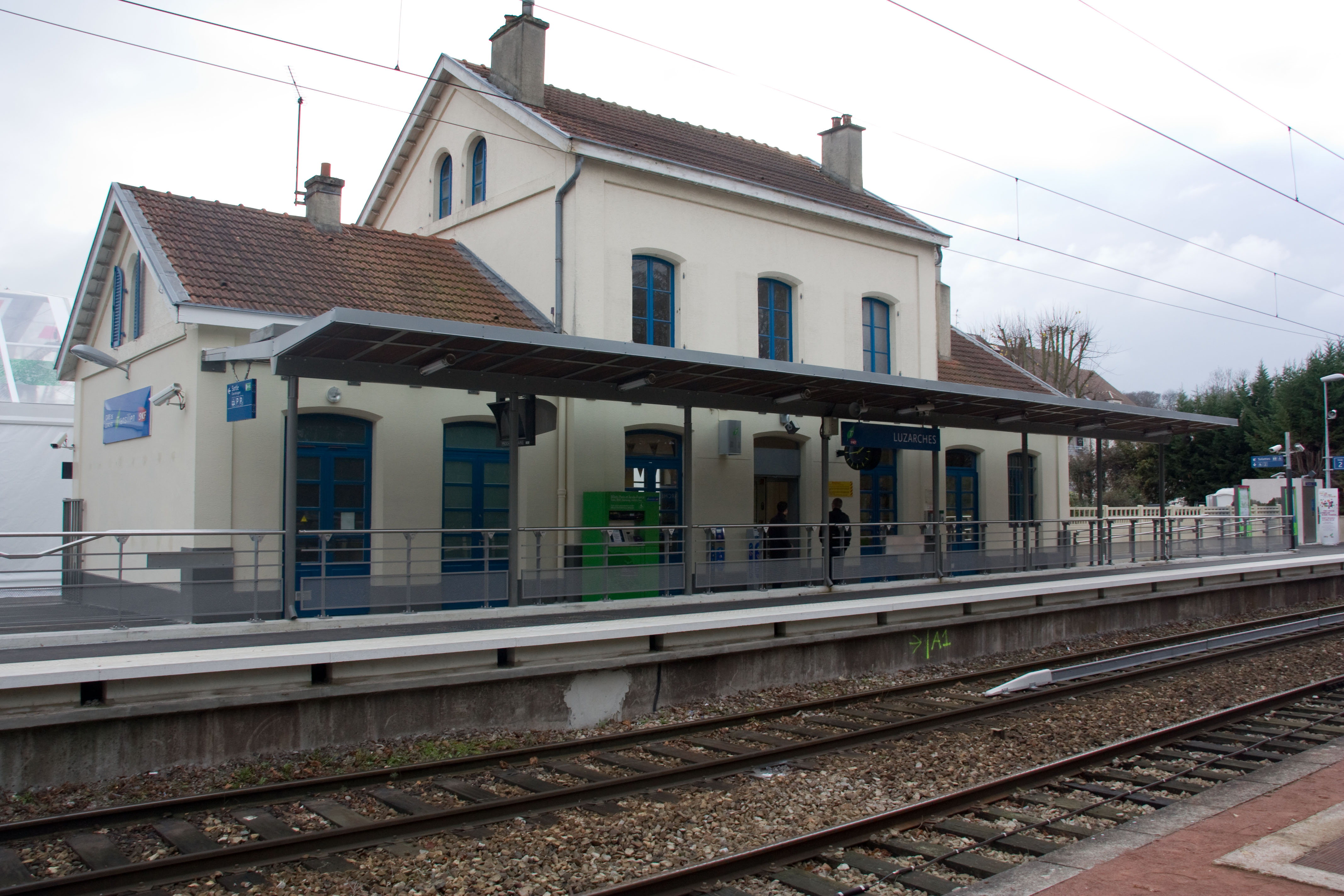
Bahnhof Luzarches

- Ruinen der Abtei Hérivaux
- Waschhaus Roquemont, erbaut 1817

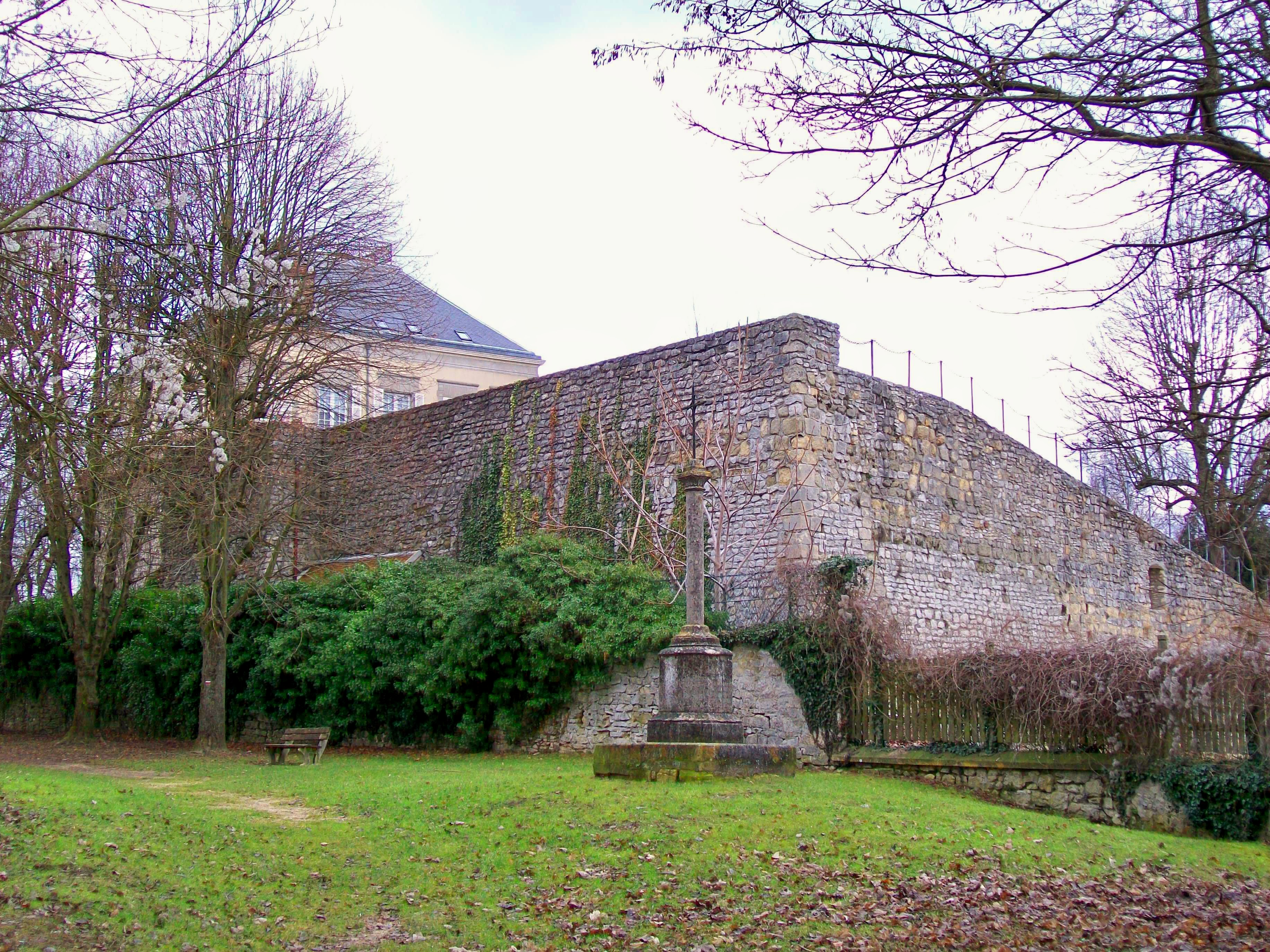
Mauerrest des Château d'En-Haut
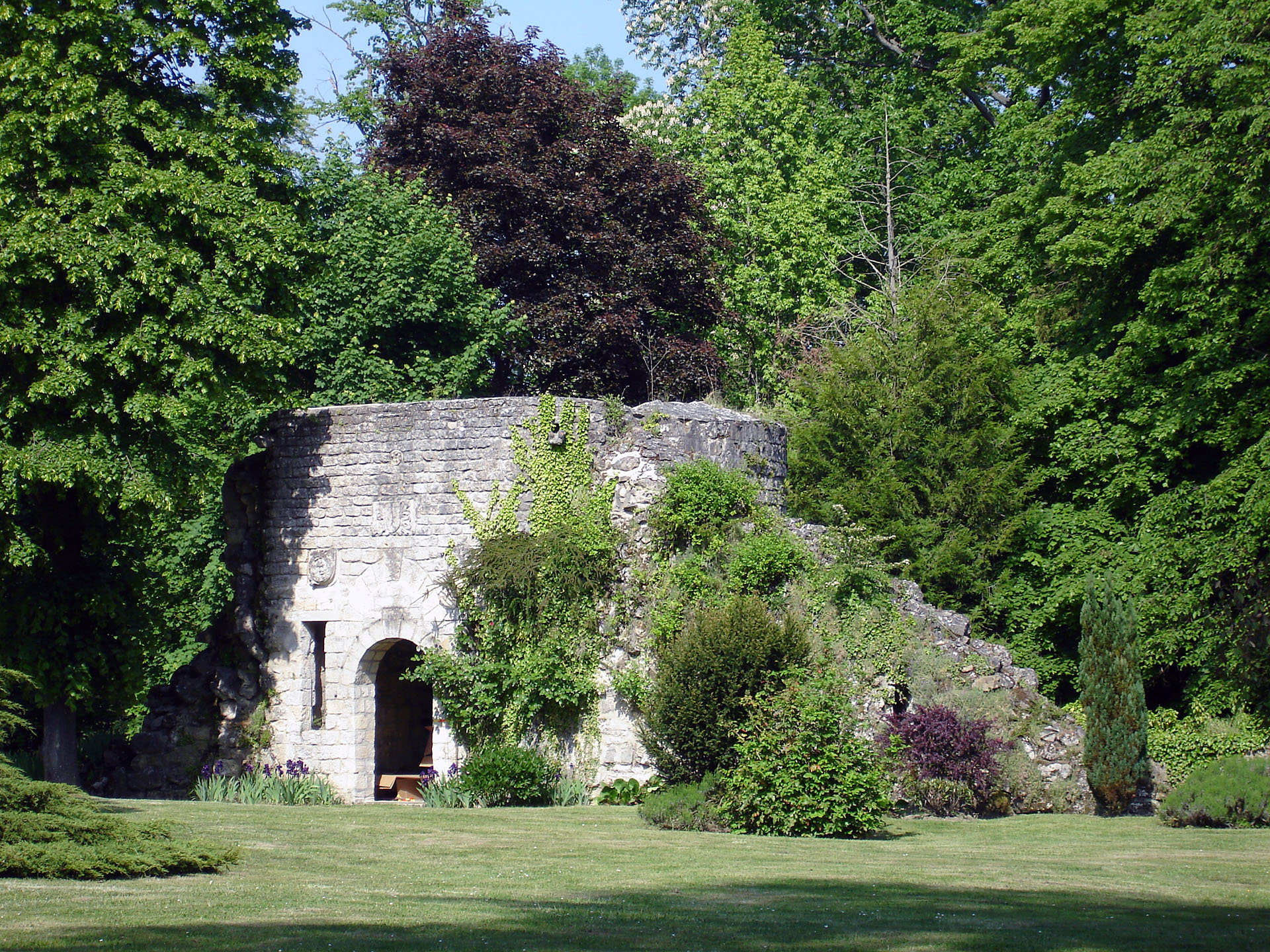
Ruine des Château d'En-Bas
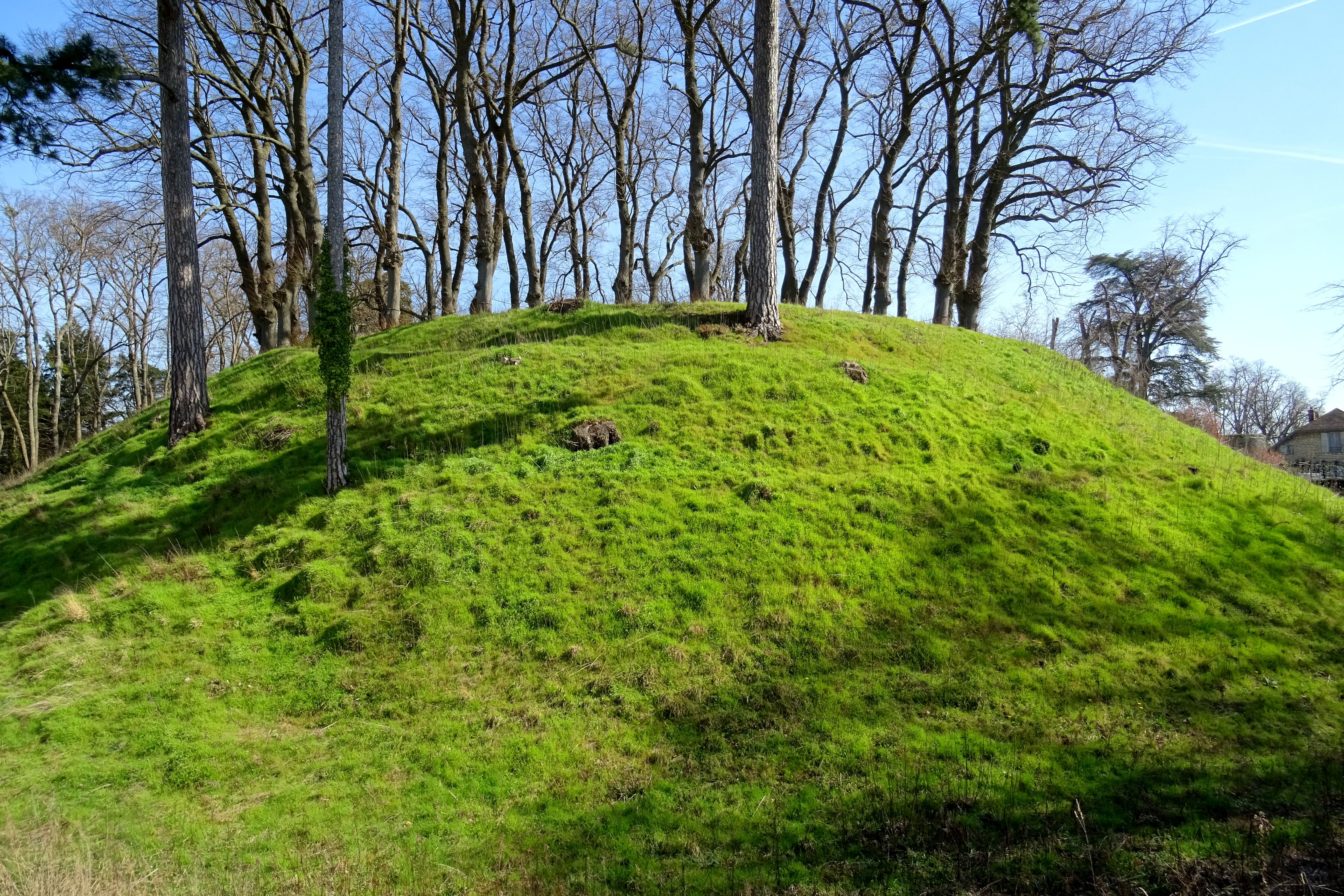
Mottenhügel im Château d'En-Bas

## Verkehr
Der Bahnhof von Luzarches ist eine der Endstationen der Transilien-Linie H. Auch durch zahlreiche Buslinien ist der Ort gut in das Nahverkehrssystem im Großraum Paris eingebunden.

## Städtepartnerschaften
- Montrose (Schottland)
- Yamoussoukro, (Elfenbeinküste)

## Persönlichkeiten
- Robert de Luzarches (1160–1222), Architekt des Königs Philipp II., vermutlicher Planer der Kathedrale von Amiens
- Félix Gustave Saussier (1828–1905), General und Abgeordneter, in Luzarches gestorben
- Claude Autant-Lara (1901–2000), Filmregisseur und Kostümbildner, in Luzarches geboren
- Jacques Foccart (1913–1997), Politiker, in Luzarches bestattet